# Academia de los Adorantes
La Academia de los Adorantes fue una agrupación literaria valenciana fundada durante el barroco que reunía a poetas de la nobleza. Fue fundada por el poeta y dramaturgo Carlos Boyl señor de Massamagrell y Farnals en el año 1599 a imitación de la de Los Nocturnos, Academia en la que Boyl había participado en 1592 con el seudónimo de `Recelo´.

## Temática
La temática eran la de poemas de asuntos amorosos, a raíz del enamoramiento de una dama llamada Menandra. El impulsor quiso dejar constancia de asuntos amatorios en una "Academia a modo de Orden de Caballería". Existe referencia a ella en el prefacio de la obra de Boyl titulada “Silva de los versos…a la divina Menandra”, Valencia, Prats, 1600.
Su casi exclusiva temática eran las mujeres, tal es, que Henri Merimée la llegó a calificar de “pintoresca”.
Esta academia solo se mantuvo durante un año, desapareciendo después.

## Organigrama y funcionamiento
El presidente era Carlos Boyl, conocido como “el adorador”.
Boyl era asistido por dos encargados y un secretario.
Se reunían los lunes. Comenzaba la sesión el presidente con un discurso, "un panegírico a él dedicado por el Secretario", y a continuación se daba lectura a unos sonetos y terceto.
En sus estatutos constaban los siguientes puntos: Se tenía que llevar una vida intachable, se asumía el compromiso de adorar fielmente a una dama y enorgullecerse de ello, entre los académicos "adorantes" no debía existir rivalidad si se sentían inclinados por la misma dama, porque según decían, se tenía que “adorar cualquier objeto digno”, era obligatoria la misa dominical y el “ojeo” en la misma de alguna dama a la que debían manifestar su admiración bajo de la ventana cuya su casa, los académicos debían ser nobles y aristocráticos y era causa de exclusión las tres faltas de asistencia.

## Alusiones a la Academia o académicos
Alejandro Arboreda escritor valenciano, en su obra “El esclavo de su dama y paso honroso de Asturias”, los ridiculizaba a finales del XVII.
Henri Merimée calificaba a Boyl como “l’enfant terrible de la littérature valencienne”